# Boslemming
De boslemming (Myopus schisticolor) is een soort lemming uit de naaldbossen in het noorden van Europa en Azië. Het is de enige soort uit het geslacht Myopus.

## Kenmerken
De boslemming heeft een donker leigrijze vacht. Volwassen dieren hebben een roestbruine vlek op de achterzijde, die ontbreekt bij jongere dieren. 's Winters is de vacht lichter van kleur. De staart is vrij kort. De boslemming is kleiner dan de bekendere berglemming (Lemmus lemmus). Hij wordt 80 tot 115 millimeter lang en 20 tot 45 gram zwaar. De staart is 10 tot 20 millimeter lang.

## Gedrag
De boslemming is 's nachts actief. Hij graaft gangen en legt vluchtroutes aan in het mos. Mos vormt ook zijn belangrijkste voedselbron. 's Winters graaft hij gangen onder de sneeuw. Hier legt hij ook zijn nesten aan. Bij dooi komen deze gangen en nesten bloot te liggen.

## Voortplanting
De voortplantingstijd valt in Oost-Finland van mei tot augustus. In Zuid-Noorwegen plant hij zich ook 's winters nog voort. Een vrouwtje krijgt één tot zes jongen per worp. De jongen zijn na een maand geslachtsrijp. Tussen worpen zit gemiddeld zo'n vijfentwintig dagen. De boslemming kent een populatiecyclus van zo'n vier jaar. Anders dan de berglemming groeit het aantal dieren in een succesvol jaar nooit tot zulke proporties dat over een plaag kan worden gesproken. Opvallend genoeg is de geslachtsverhouding zeer scheef: slechts 25% van alle dieren is mannelijk. Sommige vrouwtjes krijgen enkel vrouwelijke nakomelingen door een mutatie in de geslachtschromosomen.

## Verspreiding en leefgebied
Hij komt voor in de Euraziatische boreale zone van Noorwegen en Zweden tot aan Sachalin en Kamtsjatka. In het oostelijke deel van het verspreidingsgebied ligt de zuidgrens in het noorden van Mongolië en het noordoosten van China. De boslemming heeft een voorkeur voor vochtige naaldwouden, die een rijke moslaag hebben. Wordt gevonden op hoogten tussen 600 en 2.450 meter boven zeeniveau.